# Sobekhotep VII
Sobekhotep VII (fl. XVII secolo a.C.) è stato un sovrano dell'antico Egitto inserito nella XIII dinastia.

## Biografia
Come per Sewadjkara Hori, suo predecessore secondo il Canone Reale, questo sovrano potrebbe essere stato contemporaneo e dipendente da Neferhotep II che avrebbe regnato da Tebe sull'Alto Egitto. L'uso del condizionale è necessario trattandosi comunque di ricostruzioni basate su elementi molto scarsi.
Dopo questo sovrano il Canone Reale va in lacuna, a causa della sua frammentazione, per almeno quattro nomi ed anche le restanti parti della colonna 7 sono di non facile lettura ed interpretazione.
Malgrado ciò la situazione dell'Egitto in questa fase storica può essere delineata con sufficiente sicurezza. Tutto il Basso ed il Medio Egitto sono sotto il controllo diretto (sovrani della XV dinastia di Avaris e governatori della XVI) o indiretto (ultimi sovrani della XIV dinastia) dei popoli di stirpe semitica detti comunemente hyksos.
È possibile che anche l'Alto Egitto (ultimi sovrani della XIII dinastia e primi sovrani della XVII dinastia) sia stato tributario dei Grandi Hyksos (XV dinastia) ed abbia conosciuto anche fenomeni di frammentazione interna.
| N5 | U7 | D28 | Z3 |

| N5 | U7 | D28 | Z3 |

| N5 | U7 | D28 | Z3 |

| N5 | U7 | D28 | Z3 |

| N5 | U7 | D28 | Z3 |

| N5 | U7 | D28 | Z3 |

| N5 | U7 | D28 | Z3 |

| N5 | U7 | D28 | Z3 |

| HASH | mr | HASH | D28 · Z1 | N28 | I3 | HASH |

| HASH | mr | HASH | D28 · Z1 | N28 | I3 | HASH |

| HASH | mr | HASH | D28 · Z1 | N28 | I3 | HASH |

| HASH | mr | HASH | D28 · Z1 | N28 | I3 | HASH |

| HASH | mr | HASH | D28 · Z1 | N28 | I3 | HASH |

| HASH | mr | HASH | D28 · Z1 | N28 | I3 | HASH |

| HASH | mr | HASH | D28 · Z1 | N28 | I3 | HASH |

| HASH | mr | HASH | D28 · Z1 | N28 | I3 | HASH |

## Titolatura
| G5 |

| G5 |

|       |
| \| \| |
|       |
|       |

|  |

|       |
| \| \| |
|       |
|       |

|  |

| G16 |

| G16 |

|  |

| G8 |

| G8 |

|  |

| M23 · X1 | L2 · X1 |

| M23 · X1 | L2 · X1 |

| N5 · U7 | D28 | D28 | D28 |

| N5 · U7 | D28 | D28 | D28 |

| N5 · U7 | D28 | D28 | D28 |

| N5 · U7 | D28 | D28 | D28 |

| N5 · U7 | D28 | D28 | D28 |

| N5 · U7 | D28 | D28 | D28 |

| N5 · U7 | D28 | D28 | D28 |

| N5 · U7 | D28 | D28 | D28 |

| G39 | N5 |

| G39 | N5 |

| I4 | Htp · t · p |

| I4 | Htp · t · p |

| I4 | Htp · t · p |

| I4 | Htp · t · p |

| I4 | Htp · t · p |

| I4 | Htp · t · p |

| I4 | Htp · t · p |

| I4 | Htp · t · p |

## Cronologia
| Periodo                    | Dinastia | periodo di regno                             |
| Secondo periodo intermedio | XIII     | [tra il 1670 a.C. e il 1660 a.C. (± 50 anni) |

| Autore  | Anni di regno         |
| ------- | --------------------- |
| Redford | 1690 a.C. - 1688 a.C. |
| Ryholt  | 1664 a.C. - 1662 a.C. |
| Franke  | 1646 a.C. - 1644 a.C. |

| predecessore: Sewadjkara Hori | Signore del Basso e dell'Alto Egitto | successore: alcuni nomi persi poi: Dedumose I |

| Dinastie contemporanee | Capitale    |
| XIV                    | Xois/Avaris |
| XV dinastia            | Avaris      |
| XVI                    | varie       |